# Angelo Dorigo
Angelo Dorigo conosciuto anche come John Fleminger o Ray Morrison (Belluno, 30 giugno 1921) è un regista, sceneggiatore e montatore italiano.

## Biografia
Nel 1939 ha frequentato il corso di regia presso il Centro sperimentale di cinematografia. Il suo debutto nel cinema come regista e produttore è con il film Amore e guai... del 1958 con Marcello Mastroianni. Ha realizzato diverse altre pellicole fino al 1967, senza mai raggiungere il successo del primo film. Ha lavorato anche in televisione come responsabile, in spettacoli e programmi culturali come Viaggio intorno all'uomo di Sergio Zavoli.

## Filmografia
- Amore e guai... - Anche produttore (1958)
- Capitani di ventura (1961)
- La grande vallata (1961)
- Un marito in condominio (1963)
- A... come assassino (1966)
- Un colpo da re (1966)
- Assassino senza volto (1967)